# We Are Born
We Are Born é o quinto álbum de estúdio da cantora e compositora Sia, lançado em 18 de junho de 2010 através das gravadoras Monkey Puzzle Records, Inertia Records e RCA Records. Todo o álbum foi produzido por Greg Kurstin e teve a participação do guitarrista Nicki Valensi da banda The Strokes. O álbum deriva dos gêneros musicais indie pop, synthpop, new wave e R&B contemporâneo.
O primeiro single do álbum, "You've Changed", foi lançado em dezembro de 2009 e o segundo, "Clap Your Hands" em abril de 2010. We Are Born estreou na posição de número 2 na tabela musical australiana Australian Albums Chart. O álbum venceu nas indicações à Melhor Lançamento Pop e Melhor Lançamento Independente na premiação ARIA Music Awards em 2010. O álbum recebeu certificação de ouro na Austrália.

## Antecedentes
Em uma entrevista para o Idolator, Sia explicou que o álbum foi nomeado após uma letra da faixa principal, "The Fight". Sia e o namorado JD Samson estavam sentados em um restaurante chinês, pensando em um bom título para o álbum, que não precisaria de muita explicação. "Com o último álbum eu devo ter explicado que o título do álbum umas 750 vezes durante a divulgação", acrescentou. O álbum foi programado para ser gravado em quatro semanas, mas só levou duas semanas e meia.

## Recepção da crítica
We Are Born foi recebido com críticas geralmente favoráveis, com uma pontuação de 68 no Metacritic baseada em 14 avaliações. Entertainment Weekly disse que "Em We Are Born, a cantora explora avenidas mais cafeínas... É a música do partido com o coração". Slant Magazine disse que "embora We Are Born pode não ser tão imediato ou distintivo como um apresentação que o seu antecessor, em última análise, não há muito pouco sobre ele que não funciona".
O álbum foi indicado para o J Awards em 26 de julho de 2010. No ARIA Music Awards de 2010, o álbum foi nomeado para Álbum do Ano, Melhor Artista Pop e Melhor Lançamento Independente. "Clap Your Hands" foi nomeado para Single do Ano. Kris Moyes ganhou como Melhor Vídeo Musical pelo vídeoclipe de Sia, "Clap Your Hands". Sia e Samuel Dixon foram nomeados para Canção do Ano no APRA Music Awards de 2011, com o single "Clap Your Hands".

## Desempenho gráfico
We Are Born estreou no segunda posição na Australian Albums Chart, atrás do álbum Recovery, de Eminem, na 37ª posição da americana Billboard Hot 200, na nona posição no Greek International Albums Chart, na sétima posição no Dutch Albums Chart, 38ª posição na Suíça, 78ª posição na Bélgica, décima quarta posição na Dinamarca, a 24ª posição na Finlândia, a 73ª posição na Alemanha e a 60ª posição no Canadá. O álbum também estreou na 74ª posição na UK Albums Chart na semana que terminou em 03 de outubro de 2010, tornando-se seu primeiro álbum a atingir o top 100 no chart.
O álbum recebeu a certificação de Ouro, nas transferências de 35 mil cópias na parada australiana ARIA em 2011.

## Alinhamento das faixas
| N.º | Título                      | Compositor(es)                | Duração |  |
| 1.  | "The Fight"                 | Sia Furler, Dan Carey         | 3:39    |  |
| 2.  | "Clap Your Hands"           | Sia, Samuel Dixon             | 3:58    |  |
| 3.  | "Stop Trying"               | Sia, Greg Kurstin             | 2:40    |  |
| 4.  | "You've Changed"            | Sia, Lauren Flax              | 3:11    |  |
| 5.  | "Be Good to Me"             | Sia, Jesse Graham, Simon Katz | 3:57    |  |
| 6.  | "Bring Night"               | Sia, Kurstin                  | 2:57    |  |
| 7.  | "Hurting Me Now"            | Sia, Kurstin                  | 3:26    |  |
| 8.  | "Never Gonna Leave Me"      | Sia, Kurstin                  | 3:34    |  |
| 9.  | "Cloud"                     | Sia, Dixon                    | 3:43    |  |
| 10. | "I'm in Here"               | Sia, Dixon                    |         |  |
| 11. | "The Co-Dependent"          | Sia, Kurstin                  | 2:55    |  |
| 12. | "Big Girl Little Girl"      | Sia, Henry Binns              | 4:18    |  |
| 13. | "Oh Father"                 | Madonna, Patrick Leonard      | 4:29    |  |
| 14. | "I'm in Here" (Piano/Vocal) | Sia, Dixon                    | 3:47    |  |

| Faixa bônus da versão MP3 da Amazon |                |                |         |  |
| N.º                                 | Título         | Compositor(es) | Duração |  |
| 15.                                 | "Hold Me Down" | Sia, Carey     | 4:22    |  |

## Desempenho nas tabelas musicais

### Posições
| Tabela musical (2010)          | Melhor posição |
| ------------------------------ | -------------- |
| Austrália (ARIA)               | 2              |
| Canadá (Canadian Albums Chart) | 60             |
| Estados Unidos (Billboard 200) | 37             |
| Reino Unido (OCC)              | 74             |

## Certificações
| Região    | Certificação | Vendas |
| --------- | ------------ | ------ |
| Austrália | Ouro         | 35,000 |